# Dassel (Baixa Saxônia)
Dassel é uma cidade da Alemanha localizada no distrito de Northeim, estado de Baixa Saxônia.

## Habitantes famosos
Entre 1159 e 1167, Rainaldo de Dassel foi Arcebispo de Colônia.